# La República (Uruguay)
La República ist eine spanischsprachige, uruguayische, landesweit vertriebene Tageszeitung aus Montevideo.
Die gewöhnlich dem linksgerichteten politischen Spektrum verbundene Zeitung wurde am 3. Mai 1988 gegründet. Gründer und Direktor ist Federico Fasano Mertens. Die Zeitung erscheint an Sonntagen zusätzlich mit der kostenlosen wöchentlichen Beilage „Bitácora“.
Im Januar 2011 fand ein Eigentümerwechsel bei der zu jener Zeit hochverschuldeten Zeitung statt, als die argentinischen Unternehmer Gustavo Yocca und Miguel Jorge für 60 % der Anteile eine Million US-Dollar an Federico Fasano zahlten. Weitere fünf Millionen US-Dollar sollten seitens der Investoren in den Schuldenabbau und die Produkt-Verbesserungen fließen. Fasano verblieb weiterhin in der Position des Direktors der Zeitung. In inhaltlichen Fragen sicherte sich jedoch der neue Eigentümer Yocca, ehemals Direktor der argentinischen Lokalzeitung El Liberal, die Entscheidungshoheit. Zudem kündigte er ein ideologisches Aggiornamento der Zeitung an. Als Herausgeber der Zeitung fungiert die REG Sociadad Anonima. 
Auch im Januar 2012 bestanden die finanziellen Schwierigkeiten bei der Zeitung und dem sie tragenden Unternehmen Multimedio Plural noch fort, so dass unter anderem infolge von Entlassungen und ausstehenden Gehalts- und Urlaubsgeldzahlungen über eine Schließung der Zeitung spekuliert wurde. Anfang Februar 2012 teilte Multimedio Plural jedoch mit, dass eine Schließung derzeit nicht angedacht sei.